# اسلام‌آباد غرب
اسلام‌آباد غرب یا شاه‌آباد غرب (شاباد) از شهرهای استان کرمانشاه است که با ارتفاع ۱,۳۳۵ متر، در دشتی در ۴۶۸ کیلومتری جنوب غربی تهران و ۵۴ کیلومتری جنوب غربی کرمانشاه، سر راه اهواز به قصر شیرین و کرمانشاه به سومار، قرار دارد. 
مردم این شهر کُرد هستند و به زبان کردی جنوبی با لهجۀ کلهری و اقلیتی نیز به گویش گورانی و قلخانی صحبت می‌کنند. 
شاه‌آباد غرب از نظر جمعیت دومین شهر استان کرمانشاه بعد از شهر کرمانشاه است. این شهر در غرب ایران و شرق منطقهٔ کردستان قرار گرفته‌است.
شاه‌آباد غرب به همراه کرمانشاه، گیلان‌غرب، ایوان‌غرب، سرپل ذهاب و قصر شیرین از مراکز اصلی ایل کلهر  است.  شاه‌آباد غرب واقع در استان کرمانشاه، با دارا بودن ۱۱۰ هزار هکتار از جنگل‌های بلوط ایرانی، به عنوان پایتخت جنگل‌های بلوط ایران شناخته می‌شود.

## نام
شهر کنونی اسلام‌آباد غرب در دوران مختلف تاریخی نام‌های متعددی داشته و بارها توسط حاکمان مختلف تغییر نام داده‌است. در الواح به دست آمده از تپهٔ چیاگاوانه، به دفعات از شهری به نام پالوم نام برده شده که گمان می‌رود نام قدیم شهر اسلام‌آباد است.
این سرزمین که از گذشته‌های دور شاهد رخدادهای تاریخی بسیاری بوده، پیشینه‌ای کهن را در کتاب تاریخ خود به ثبت رسانده‌است. با توجه به متون ثبت شدهٔ «اصطخری» در «مسالک‌الممالک» و نیز تالیفات «حمدالله مستوفی». «مندلی» اولین نامی است که این شهر، به آن شهرت یافته که احتمالاً متعلق به زمان حکومت ساسانیان است.
این شهر در اوایل اسلام «مَنَلی» یا «ری مَنَلی» نام داشت، و در دوران خلافت عباسیان نیز «زیدیه» نامیده شد.
در دوران اسلامی، به «هارون‌آباد» تغییر نام و شهرت یافته‌است. شهری که بنای آن را به خلیفهٔ وقت عباسی «هارون‌الرشید»، در سال‌های ۱۴۸ تا ۱۹۳ هجری قمری، نسبت می‌دهند.
تا سال ۱۳۱۴ شهر اسلام‌آباد روستایی به نام ئارون‌آباد (هارون‌آباد) بود و یکی از آبادی‌های بخش کلهر محسوب می‌شد. در سال ۱۳۱۴ به دستور رضاشاه نام کلهر به باوندپور، و نام هارون‌آباد به «شاه‌آباد» و سپس به «شاه‌آباد غرب» تغییر یافت. پس از پیروزی انقلاب ۱۳۵۷ نام شهر به دستور محمد یزدی به اسلام‌آباد غرب تغییر پیدا کرد.
هم‌اکنون نیز بزرگان و ریش‌سفیدان شهر و منطقه آن را با همان نام شاباد (شاه‌آباد) می‌خوانند.

## مشخصات جغرافیایی

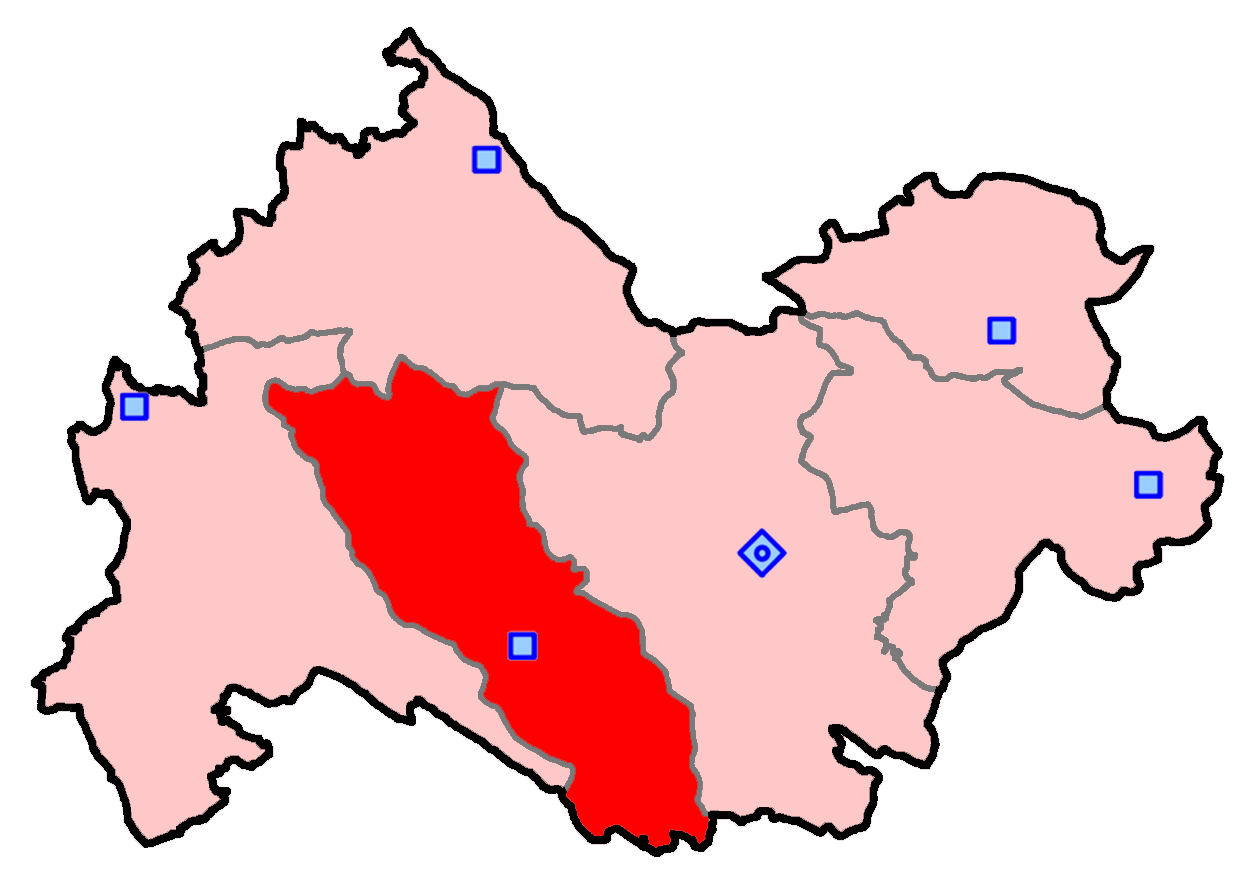
موقعیت شاه‌آباد غرب در استان کرمانشاه

این شهر از شمال به شهرستان جوانرود، از خاور به شهرستان کرمانشاه، از جنوب به شهرستان چرداول در استان ایلام و از باختر به شهرستان دالاهو و گیلان غرب متصل می‌شود. در درازای جغرافیایی ۴۶ درجه و ۳۱ دقیقه و در پهنای جغرافیایی ۳۴ درجه و ۶ دقیقه و در بلندی ۱۳۳۵ متری از سطح دریا، در ۶۵ کیلومتری جنوب باختری کرمانشاه و در مسیر راه کرمانشاه – خسروی قرار دارد. اقلیم این شهرستان معتدل مدیترانه‌ای و بارندگی سالانه به‌طور متوسط ۴۷۸ میلی‌متر است. مسیرهای دسترسی به‌این منطقه عبارت است از:
- راه اصلی به سوی شمال خاوری تا شهر کرمانشاه به درازای ۶۵ کیلومتر
- راهی تا مرکز شهرستان ایلام به درازای ۱۳۰ کیلومتر
- راهی تا پلدختر به درازای ۱۴۸ کیلومتر
- راهی تا قصر شیرین به درازای ۱۱۲ کیلومتر

به علت قرار داشتن بر سر راه اصلی مرکز ایران، مرز عراق، و مسیر ارتباطی کرمانشاه - قصر شیرین - خسروی (در کنار مرز) از اهمیتی ویژه‌ای برخوردار است.

## پیشینه
این شهر تا پیش از انقلاب ۱۳۵۷، شاه‌آباد غرب نام داشت. از کارخانه‌های این شهر کارخانه لبنیات مانیزان، کشتارگاه صنعتی طیور پرطلایی، کاشی کاژه و کارخانه بزرگ آن کارخانه قند است.

### تاریخچهٔ سکونت
پژوهش‌های باستان‌شناسی نشان داده که دشت اسلام‌آباد از دورهٔ پارینه‌سنگی میانی مورد سکونت انسان بوده‌است. قدیمی‌ترین بقایای سنگ‌وارهٔ انسان که در ایران یافت شده مربوط به غار وزمه در شهرستان اسلام‌آباد است. این نمونه یک دندان آسیای کوچک مربوط به کودکی حدوداً هشت ساله از گونهٔ نئاندرتال است.
آثار سکونت نخستین روستانشینان زاگرس در چیا جانی کشف شده‌است که حدود نه هزار سال قدمت دارد. علاوه بر این پژوهشگران دانشگاه ماینس آلمان، موزهٔ تاریخ طبیعی پاریس و موزهٔ ملی ایران موفق به استخراج دی‌ان‌ای باستانی از یک تکه استخوان کف پای انسان دورهٔ نوسنگی از غاری در شهرستان اسلام‌آباد شدند. این استخوان به روش کربن ۱۴ سالیابی شده و حدود ۹ هزار سال قدمت دارد. مطالعات ژنتیک نشان داده که وی مرد بوده و دارای موهای سیاه، چشمان قهوه‌ای و پوستی نسبتاً تیره بوده‌است. بررسی ایزوتوپی استخوان حاکی از این است که رژیم غذایی فرد مذکور بیشتر متکی بر غلات بوده‌است. نتایج این کشفیات مهم در ژورنال ساینس در تیر ماه ۱۳۶۵ منتشر شد.

### تمدن‌های باستان
قدمت لایه‌های مکشوفه «تپه چقاگاوانه» در مرکز این شهر به گفته باستان‌شناسان و طبق اعلام سازمان میراث فرهنگی حداقل هشت هزار سال پیش بر می‌گردد. از مهم‌ترین آثاری که از این تپه به‌دست آمده لوحه‌های گلی این تپه باستانی است. الواح گلی طی کاوش‌های محمود کردوانی در تپه باستانی چغاگاوانه در سال ۱۳۴۹ خورشیدی کشف و به موزه ملی ایران منتقل شد. طبق اظهار باستان‌شناسان این مجموعه شامل ۵۶ لوح گلی نسبتاً سالم و ۲۸ قطعه شکسته‌است که به خط میخی نوشته شده و مربوط به دوره بابل قدیم (حدود ۳۸۰۰ سال پیش) است. موضوع بیشتر این نامه‌ها مرتبط با کشاورزی و دامداری از جمله ارسال یا دریافت محموله‌هایی چون جو، روغن و پارچه محاسبه کار انجام شده توسط کارگزاران و حیوانات بارکش است. همچنین در این گل‌نوشته‌ها نام اشخاص زیادی دیده می‌شود که بسیاری از آنان زنانی هستند که در کارگاه‌های پارچه‌بافی مشغول فعالیت بوده‌اند. علاوه بر گل نوشته‌ها، به همراه این بایگانی یک مهر استوانه‌ای با نقش یک نیایشگر در مقابل رب‌النوعی دیده می‌شود که بر تخت نشسته و عصای سلطنتی به شکل دو رعد در دست گرفته‌است. متن میخی روی این مهر اطلاعات مهمی را در زمینه نقوش آن در اختیار باستان شناسان قرار می‌دهد که از جمله آن‌ها می‌توان به شمی توم، دختر نوری ری، خدمتگزار خدای رعد اشاره کرد. تپه باستانی چغاگاوانه حاوی بقایای سکونت انسان از حدود هشت هزار سال پیش تاکنون است.

## موقعیت استراتژیک
در سال ۱۳۴۶ هجری خورشیدی و به همت «محمد کردوانی»، تحقیقات گسترده‌ای بر این محل صورت گرفت که نتایجی ارزشمند را دربرداشت. طبق این کاوش‌ها چنین به نظر می‌رسد که این شهر کهن ایران، ارزش فراوانی به دلیل موقعیت استراتژی آن در جادهٔ خراسان دارا بوده‌است. شاهراهی که از دوران کهن تا به عصر حاضر، همچنان به عنوان یک مسیر مواصلاتی برای دشت‌های «بین‌النهرین» و «خوزستان» با قلل مرتفع کوه‌های «زاگرس» و فلات ایران در نظر گرفته شده‌است. این در حالی است که باستان‌شناسان طی کاوش‌ها و پژوهش‌هایی که بر این منطقه از خاک ایران انجام داده‌اند، توانسته‌اند آثار ارزشمند و مهمی را متعلق به دوران مختلف زندگی انسان، به‌دست آورند. آثاری که نشان می‌دهد احتمالاً شهر اسلام‌آباد غرب در سال‌های متمادی قبل از میلاد، یکی از اصلی‌ترین مراکز تجاری بوده‌است. جاذبه‌های گردشگری در این شهر، آن را به یکی از مقاصد گردشگری در غرب کشور تبدیل ساخته‌است.

### پیش از اسلام
اسناد بسیاری قدمت شاه‌آباد غرب را ثابت می‌کنند؛ که یکی از این ادله نام «ئاروینیاوا» است که به اشتباه «هارون‌آباد» خوانده می‌شود. به باور عمادالدین دولتشاهی این نام زمانی بر این شهر نهاده شده که سرداری به نام «سولوسونو» در این شهر زندانی بوده و پس از رهایی از زندان دست به عمران این شهر زده و نام او به افتخار خدماتش بر این شهر می‌ماند، لقب این سردار «ئاروینیا» بوده. همچنین در کتاب تاریخ ماد اشاره شده که در کتیبه‌های آشوری، از شهری یاد می‌شود به همین نام «ئاروینایاوا» که محل آن را جنوب شهر تاریخی الیپی است.

### پس از اسلام
در دوران پس از اسلام می‌توان به ورود کریم‌خان زند به شاه‌آباد و پیشواز علی‌خان ایوانی خان وقت کلهر و ازدواج دخترش شاه‌پسند (قدم‌خیر) با کریم‌خان اشاره کرد، این مکان هنوز با نام چشمه شاه‌پسند (کیه‌نی شاپسن) در نزدیکی شاه‌آباد قرار دارد.
پیترو دلاواله در سفرنامه‌اش این‌گونه از شاه‌آباد یاد می‌کند: «روز شنبه چهاردهم، بعد از اینکه سراشیبی تندی را پیمودیم؛ بر روی چمن‌زار وسیعی که از تپه‌های متعدد و زیبا احاطه شده و یکی از زیباترین مناظری بود که در عمرم دیده بودم، چادر زدیم. نزدیک‌ترین ده که بر روی تپهٔ کوتاهی بنا شده و آبشاری از وسط آن می‌گذشت، هارون‌آوا نامیده می‌شد، که بعضی‌ها به غلط، به آن هارون‌آباد می‌گفتند.»
تاورنیه جهانگرد فرانسوی که در عصر صفوی به قلمروی امپراتوری صفوی مسافرت کرده‌است، در سفرنامهٔ خود در ذکر ایالت‌های ایران از هارون‌آباد به عنوان شهری در ایالت عراق عرب یاد می‌کند.

### دوران معاصر
هارون‌آباد تا سال ۱۳۱۴ یک روستا بود، اما با ساخته شدن کارخانهٔ قند اهمیت اقتصادی یافت و به شهر تبدیل شد.

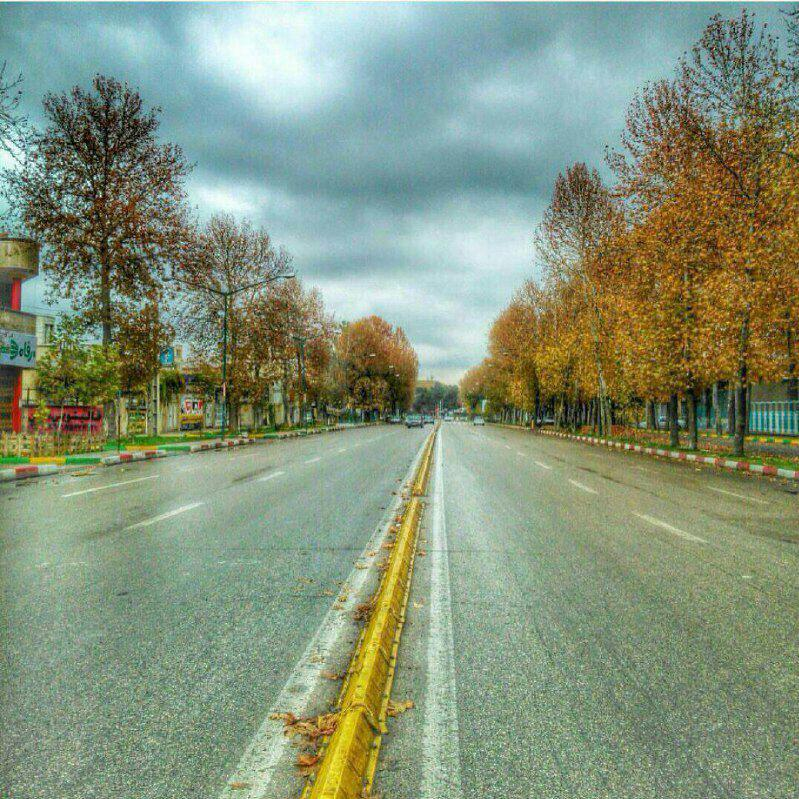
خیابان شهرداری یکی از قدیمی‌ترین خیابان‌های اسلام‌آباد

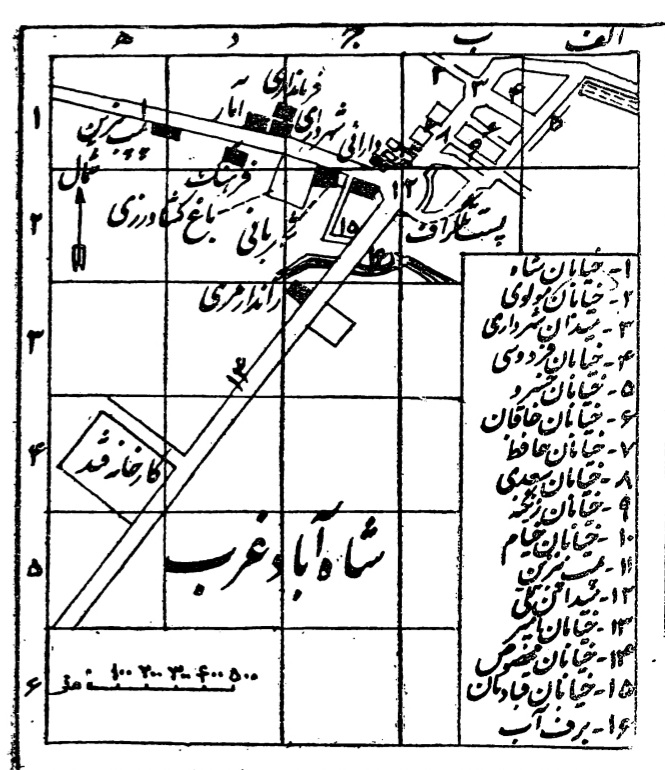
نقشهٔ شاه‌آباد غرب در کتاب فرهنگ جغرافیایی ایران در سال ۱۳۳۰

#### دوران جنگ ایران و عراق
این شهر بیش از ۳۰۰ بار در طول جنگ ایران و عراق مورد حملهٔ موشکی و بمباران هوایی هواپیماهای رژیم عراق قرار گرفت؛ و حدود بیش از ۱۲۰۰ نفر از مردم این شهر در ایام جنگ کشته شده‌اند.
با آغاز جنگ ایران و عراق، اسلام‌آباد به لحاظ موقعیت جغرافیایی و سوق‌الجیشی خود، از اهمیت بالایی در تدارکات نیروهای نظامی ایران در جبهه‌های جنگ در محورهای جنگی استان کرمانشاه تبدیل شد. همهٔ مهمات و نیروی انسانی نظامی که به سرپل ذهاب، قصر شیرین، گیلانغرب و … ارسال می‌شد، از این شهر می‌گذشت. به دلیل نزدیکی این شهر به جبهه‌ها، این شهر در واقع به محل انباشت نیرو و مهمات تبدیل گشت. پس از پایان جنگ، دو یادمان در شهرستان اسلام‌آباد به یاد مقاومت مردمی و عملیات مرصاد ساخته شد. یادمان مقاومت مردم اسلام‌آباد در مقابل کارخانه قند و یادمان عملیات مرصاد در جاده کرمانشاه به اسلام‌آباد قرار دارد.
نیروهای عراقی با توجه به نقش این شهر در تدارک نیروهای ایرانی، از همان روزهای آغاز جنگ به بمباران مناطق نظامی، صنعتی و مسکونی این شهر با هواپیما و موشک‌های زمین به زمین اسکاد روسی پرداختند. این شهر بر اثر بمباران‌ها تلفات جانی و مالی بسیار داده‌است.

## مردم

### جمعیت
بر پایهٔ سرشماری عمومی نفوس و مسکن در سال ۱۳۹۵ جمعیت آن ۱۷۰٬۵۵۹ نفر (۲۶٬۵۰۳ خانوار) بوده‌است.

### زبان
مردم شهر اسلام‌آباد غرب به زبان کردی گویش های کلهری و قلخانی و اقلیتی گورانی و جافی و تکلم میکنند.  

### دین و آیین
دین بیشتر مردم این شهر شیعه و همچنین اهل حق  هستند.

## فرهنگ

### سالن‌های سینما

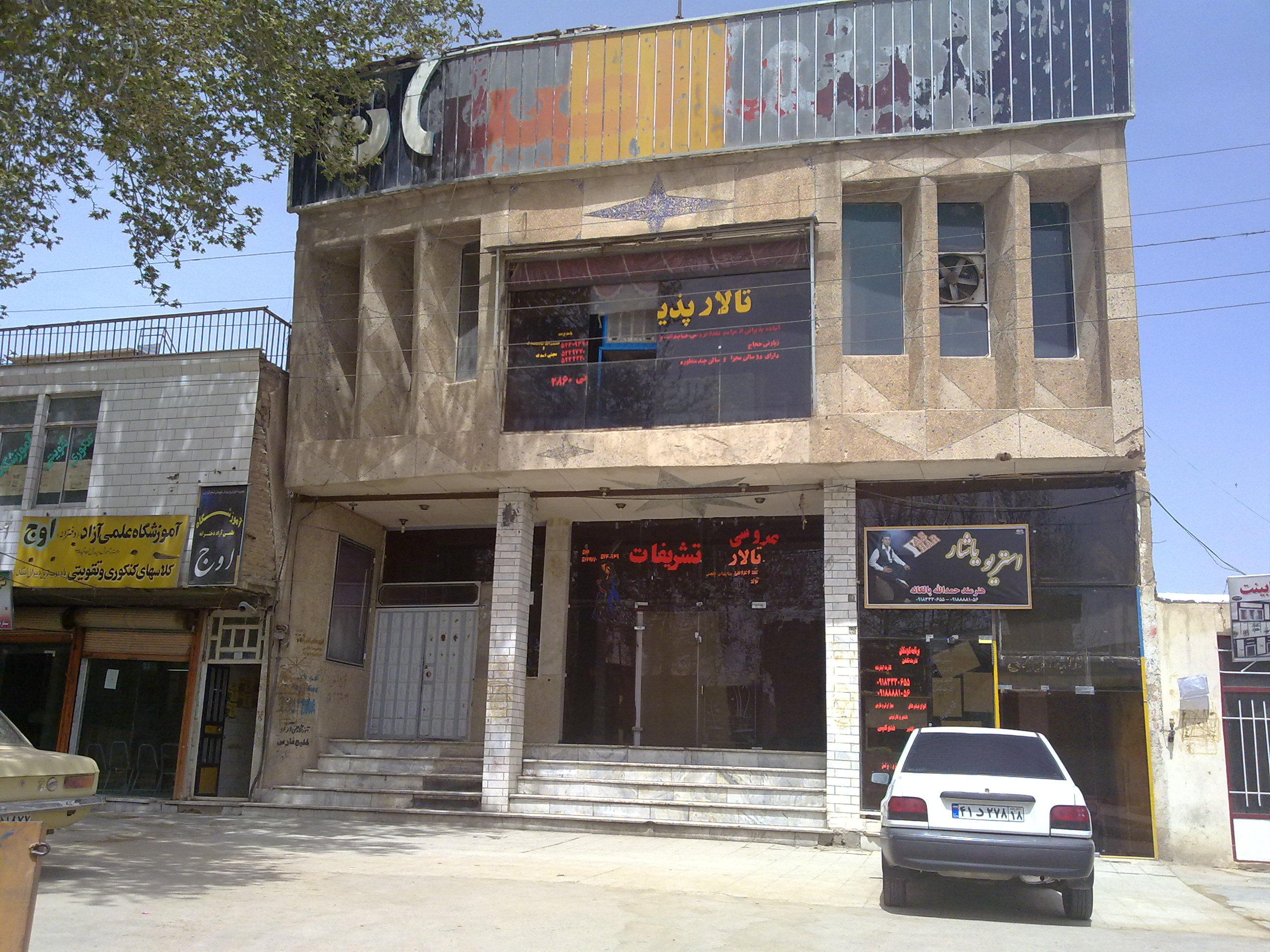
سینما احسان، آخرین و تنها سینمای اسلام‌آباد غرب.

اسلام‌آباد غرب دارای یک سینما به نام سینما احسان با ظرفیت ۶۶۰ صندلی بود که سال‌ها از تعطیلی آن می‌گذرد و هم‌اکنون با تغییر کاربری به عنوان تالار عروسی مورد استفاده قرار می‌گیرد.
همچنین سینمای دیگری به نام سینما شهریار در شهر اسلام‌آباد غرب فعالیت می‌کرد که هم‌اکنون تعطیل است.

### صنایع دستی
موج بافی (رختخواب پیچ)، قالی‌بافی، چیخ بافی، نمدمالی، موزائیک کاری، معرق‌کاری، منبت، گیوه‌بافی، طراحی فرش، دوخت لباس کردی

### پوشش مردم
لباس اصلی این منطقه با توجه به کرد بودن مردم لباس کردی [چوخ و رانک] است و یکی از قدیمی‌ترین پوشش‌های زنان این منطقه به ویژه در نقاط روستایی و عشایری سربند یا سَروَن است که غالباً مورد استفاده قرار می‌گیرد. البته هم‌اکنون این پوشش بیشتر در مراسم مختلف به کار گرفته می‌شود و از رواج زیادی در میان زنان ایل کلهر، سنجابی، گوران و… برخوردار است.

## اقتصاد

### صنعت
ساخت کارخانهٔ فروآلیاژ منگنز شاه آباد غرب از اواخر سال ۱۳۹۸ آغاز شد. این کارخانه با سرمایه‌گذاری ۱۰ میلیون یورویی سرمایه‌داران چینی در شهرک صنعتی مرصاد شاه آباد غرب ساخته‌شد. در شهریور ۱۴۰۰ اعلام شد که این کارخانه به میزان ۹۵ درصد پیشرفت داشته و در ماه مهر آمادهٔ بهره‌برداری است، اما تأمین برق به مشکلی برای افتتاح آن تبدیل شده‌است. در این کارخانه ۲۵۰ نفر کارگر به کار مشغول می‌شوند.

### معادن
معادن استان کرمانشاه در قالب پنج پهنهٔ معدنی دسته‌بندی شده‌اند. بر این اساس در پهنهٔ میانی و در بخش اسلام‌آباد غرب معادن دولومیت شناسایی شده‌است.

### منطقهٔ ویژهٔ اقتصادی اسلام‌آباد غرب
در تاریخ ۳۰ آذر ۱۳۸۵ ایجاد منطقهٔ ویژهٔ اقتصادی اسلام‌آباد غرب مصوب و در تاریخ ۴ مهر ۱۳۸۹ به تصویب مجلس شورای اسلامی رسید و در ۱۱ آبان ۱۳۸۹ قانون ایجاد منطقهٔ ویژهٔ اقتصادی مذکور از سوی رئیس‌جمهور وقت ابلاغ گردید؛‌ که در ابتدا سازمان همیاری شهرداری‌های استان کرمانشاه به عنوان مجری منطقه ویژه معرفی و از تاریخ ۱۲ مرداد ۱۳۹۰ وظیفهٔ سازمان مسئولی به منطقهٔ ویژهٔ زاگرس اختصاص داده شد.

### کارخانه قند

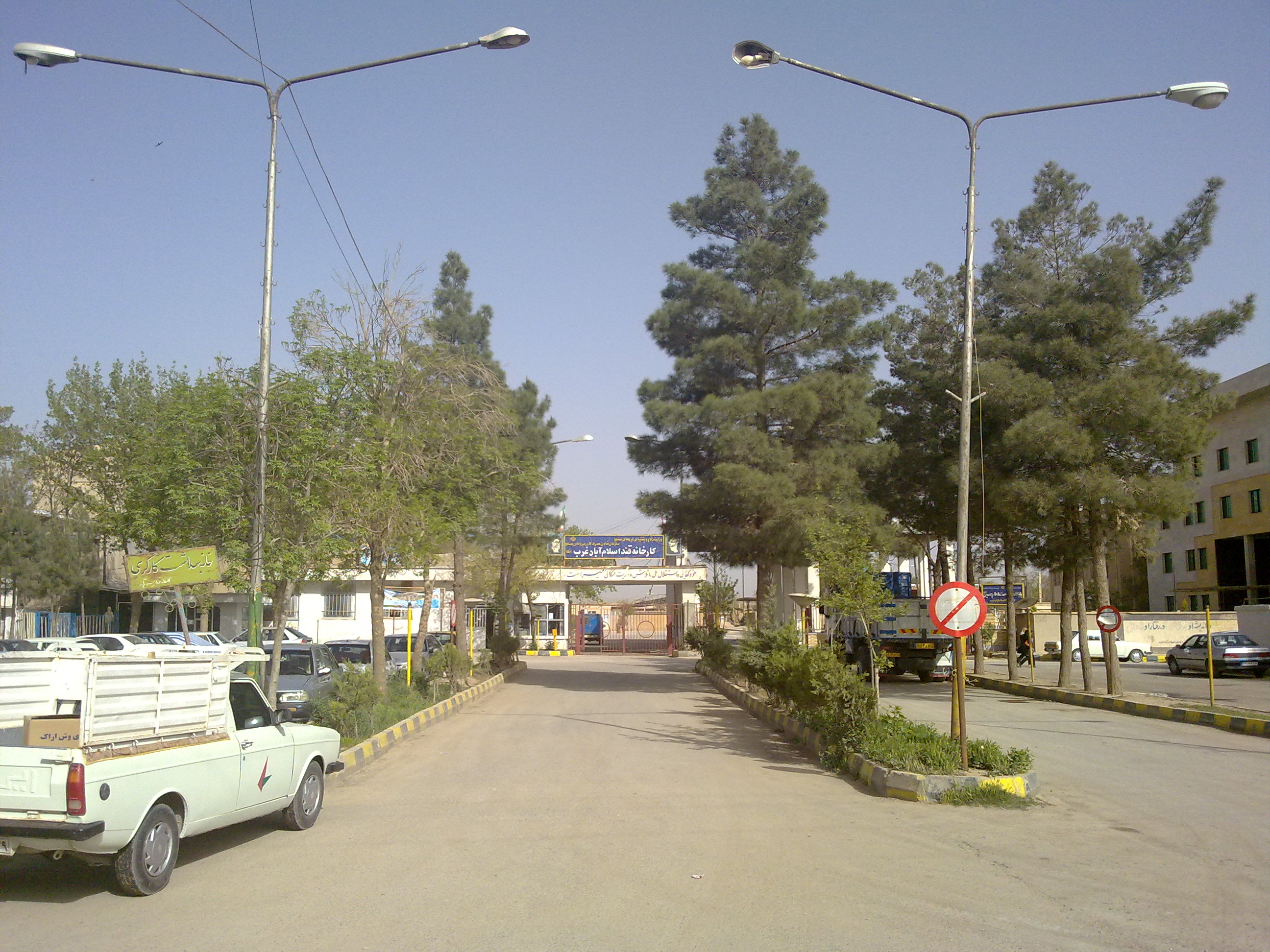
کارخانه قند اسلام‌آباد غرب، تأسیس ۱۳۱۴.

کارخانه قند اسلام‌آباد غرب در سال ۱۳۱۴ احداث شد که در جریان جنگ ایران و عراق قسمتی از کارخانه تخریب شد. هم‌اکنون با ظرفیت ۱۵۰۰ تن چغندر در روز، به تولید شکر، تصفیهٔ شکر خام و تبدیل آن به قند کله و شکر سفید می‌پردازد. در سال‌های متوالی این کارخانه به عنوان واحد نمونهٔ کیفی انتخاب گردید.

### کارخانه کاشی کاژه
بزرگ‌ترین شرکت تولیدکننده کاشی، سرامیک و گرانیت در بخش خصوصی کشور و دومین تولیدکننده در بین کارخانجات دولتی و خصوصی و بخش عمومی است.

## جاذبه‌های گردشگری

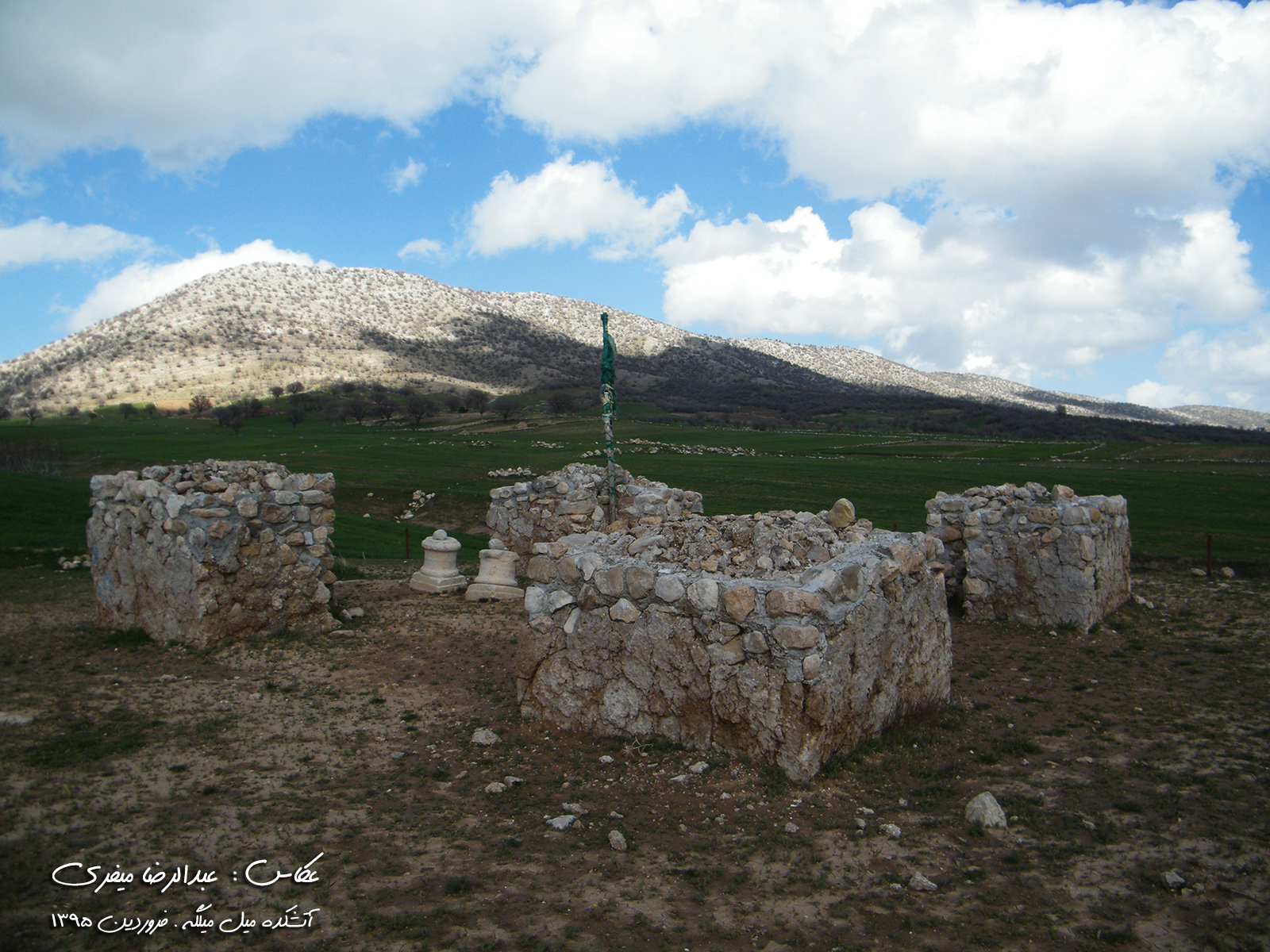
آتشکدهٔ میل‌میلگه